# Svenja Kaufmann
Svenja Kaufmann (* 23. Januar 1994) ist eine deutsche ehemalige Handballspielerin, die beim Bundesligisten Neckarsulmer Sport-Union unter Vertrag stand.
Seit der E-Jugend spielte Svenja Kaufmann bereits bei der Neckarsulmer Sport-Union. Kaufmann stieg mit der Sport-Union als Meister souverän mit nur zwei Niederlagen in 26 Spielen in die 2. Bundesliga auf.
Nach drei Spielzeiten in der zweiten Liga wurde Kaufmann in der Saison 2015/16 Meister mit der Neckarsulmer Sport-Union und stieg in die Bundesliga auf. Im Sommer 2019 wechselte sie zum Drittligisten SG Schozach-Bottwartal. In der Saison 2021/22 erreichte sie mit der SG den Aufstieg in die 2. Bundesliga. Sie beendet daraufhin ihre Karriere.